# Авидий Кассий
Гай Авидий Кассий (лат. Gaius Avidius Cassius; ок. 130, Кир — 175, Египет) — римский узурпатор, недолгое время правивший в Египте и Сирии в 175 году. Происходил он из сирийского аристократического рода в Киррестике.
Кассий был полководцем императора Марка Аврелия. В 164 году одержал победу над парфянским царём Вологезом III, в 165—166 годах захватил парфянские столицы Селевкию и Ктесифон, в 173 году подавил восстание буколов в Египте.
Кассий поднял восстание, когда Марк Аврелий был тяжело болен и имелось подозрение, что он умрёт. По разным версиям, Кассий либо решился на мятеж сам, либо его подговорила супруга императора Фаустина Младшая, опасавшаяся смерти мужа и потери власти. После выступления Кассия поддержали только немногие города Востока, он не снискал широкой популярности и спустя некоторое время был убит своими же солдатами. Отрубленная голова Кассия была прислана Марку Аврелию, когда тот выступил против него и находился в Иллирике.

## Ранние годы
Авидий Кассий родился около 130 года в сирийском городе Кирре. Он был сыном римского всадника Гая Авидия Гелиодора и Юлии Кассии Александрии. Его отец заведовал императорской перепиской при Адриане, а позднее стал префектом Египта. Согласно Диону Кассию, он получил эту должность, являвшуюся одной из важнейших среди тех, которые могли занимать всадники, исключительно благодаря своим ораторским способностям. Его мать, Юлия Кассия, была правнучкой Юнии Лепиды, праправнучки первого римского императора Августа. Александрия также происходила от Ирода Великого через своего отца Гая Александра Беренициана. Кроме того, Кассий был отдалённым потомком царей Коммагены, в частности, царя Антиоха IV Эпифана.

## Ранняя карьера
Считается, что Кассий начал свою карьеру при Антонине Пие. Возможно, он был квестором в 154 году. Предположительно, в последние годы правления Пия (138—161) он служил легатом одного из легионов, дислоцированных в Нижней Мёзии и сражавшихся против сарматов, и несомненно, что к 161 году уже был легатом.
В правление Марка Аврелия и Луция Вера Кассий прославился во время парфянской войны, командуя III Галльским легионом. В 165 году он повёл свой легион вниз по Евфрату и победил парфян в Дура-Европос. До конца года Кассий и его легион прошли на юг и пересекли Месопотамию, разграбив города-близнецы Парфии на реке Тигр: Селевкию на правом берегу и царскую столицу Ктесифон на левом. После захвата Ктесифона Кассий сжёг дворец Вологеза III. Несмотря на то, что Селевкия сдалась римлянам, он также уничтожил её, обосновав это тем, что местное население нарушило их соглашение.
Легион Кассия к этому времени начал испытывать серьёзную нужду в припасах. После первых признаков заражения чумой Кассий отправился обратно в Сирию, взяв с собой добычу, захваченную во время похода. Он отправил подробное донесение о своей кампании в Рим, после чего был награждён возведением в сенаторский ранг. Большую часть его успеха приписали императору Луцию Веру, который, хотя и был превосходным полководцем, не стеснялся препоручать военные задачи более компетентным военачальникам.
В мае 166 года Кассий был назначен консулом-суффектом и занимал эту должность заочно, находясь за пределами Рима. В том же году Луций Вер и Кассий начали новую кампанию против парфян, вторгшись в Мидию через северный участок реки Тигр. В это время до Рима дошли ложные слухи о том, что Кассий повёл III легион к реке Инд. В конце 166 года Кассий был назначен императорским легатом Сирии.
В 170 году Кассий получил необычное звание «верховного главнокомандующего Востока», что дало ему высшую исполнительную власть над всей восточной частью империи. Он был облечён этими полномочиями для борьбы с восстанием буколов. Этот мятеж, сосредоточенный в районе Пентаполя в Среднем Египте, был вызван быстрым ростом цен на зерно в этом регионе. Буколы почти завоевали Александрию, но были остановлены войсками Кассия. Ему удалось окончательно подавить восстание в 175 году, после использования стратегии разделения и последующего покорения различных восставших племён.

## Узурпация
В 175 году, получив ложные сведения о том, что Марк Аврелий скончался от тяжёлой болезни, Кассий объявил себя императором, заявив, что войска Аврелия в Паннонии, где тот вёл Маркоманскую войну, избрали его императором. Некоторые источники утверждают, что Кассий был обманут или убеждён Фаустиной Младшей, женой императора, так как она боялась, что Марк Аврелий умрёт в то время, когда их сын Коммод был ещё молод. Такая ситуация могла привести к узурпации трона. Согласно этой версии, Фаустина, таким образом, сподвигла Кассия на мятеж, чтобы быть уверенной, что следующим правителем станет человек, выбранный ею. Точная дата начала восстания Кассий неясна, хотя из документа, датированного 3 мая известно, что к тому времени он уже был провозглашён императором. Папирус из Оксиринха показывает, что Кассий заручился поддержкой Египта в апреле или даже в марте.
Сначала Марк Аврелий попытался скрыть известие о восстании, но, когда оно широко распространилось в его лагере, решил выступить с речью. Точная её формулировка неизвестна, так как запись, приведённая Дионом Кассием, считается художественной обработкой, которая следовала только контуру настоящей речи императора. Аврелий сетовал на предательство дорогого друга и говорил, что, если бы опасность угрожала ему одному, он был бы готов «поставить вопрос» между собой и Кассием перед сенатом и армией, и уступить империю Кассию, если они сочтут того лучшим лидером. Также Аврелий, как известно, надеялся, что Кассий не будет убит или покончит с собой, чтобы он мог проявить милосердие. История Августов, источник, известный своей ненадёжностью, сообщает, что Аврелий сформировал мирную комиссию из своих советников.
Кассий начал восстание в хорошей позиции. Он получил большую поддержку со стороны восточных провинций, особенно своей родины Сирии, благодаря сочетанию его дальнего родства с царями Коммагены и побед над парфянами и буколами. Кассия поддержали Египет, Сирия, Палестина и Петрейская Аравия, что дало ему потенциальную силу в семь легионов: три из Сирии, два из Палестины, один из Аравии и один из Египта. Кассий установил свою базу операций в Египте, с двумя основными базами за пределами Египта, Антиохией и Кирром, обе из которых были важными военными центрами. Префект Египта Гай Кальвизий Стациан издал указ, сохранившийся в фрагментарном состоянии, призвав население Египта приветствовать провозглашение Кассия императором.
Несмотря на то, что он контролировал некоторые из наиболее важных частей римского Востока, особенно Египет, который был одним из главных поставщиков зерна для Рима, Кассий не сумел добиться широкой поддержки своего восстания. Римский сенат вскоре объявил его общественным врагом, и Публий Марций Вер, наместник Каппадокии, решительно выступивший против восстания, укрепив общественную поддержку Марка Аврелия в этой провинции. Благодаря браку своей дочери Авидии Александрии с Тиберием Клавдием Дрианцианом Антонином Кассий породнился с родом Лициниев, в частности с отцом Дрианциана, консулом Тиберием Клавдием Агриппином. Лицинии были одной из самых знатных и известных ликийских семей. Неизвестно, какую роль в восстании сыграл Дрианциан, хотя некоторые считали его соучастником Кассия. Впоследствии Аврелий помиловал Дрианциана и Александрию, хотя имущество Дрианциана было конфисковано после его смерти.
Многие аристократы по всей империи выступали против восстания, одним из примеров является Герод Аттик, который, как сообщается, послал Кассию письмо, содержащее одно только слово emanes, буквально «ты безумен». Несмотря на это, Рим пребывал в панике, что заставило Аврелия отправить Гая Веттия Сабиниана Юлия Хоспета, наместника Паннонии, с войсками, чтобы обезопасить город. Император также был вынужден отказаться от своей кампании против языгов и временно положить конец Маркоманской войне. Несколько варварских племён предложили ему свою помощь, но всем им было отказано. Аврелий собрал войска и приготовился отправиться на Восток, чтобы разобраться с Кассием. Вскоре стало ясно, что Аврелий находился в лучшем положении и располагал гораздо большим числом легионов по сравнению с Кассием. Когда весть о планах Аврелия достигла Египта, центурион убил Кассия и отправил его голову императору, который отказался её видеть и приказал похоронить. Вероятно, Авидий был убит в конце июля 175 года, так как 28 июля Египет снова признал Аврелия. Восстание Кассия длилось три месяца и шесть дней. В течение этого времени не было выпущено монет с его изображением.

### Итоги восстания
После гибели Кассия Публий Марций Вер быстро взял под свой контроль Сирию. Вся переписка узурпатора была сожжена. Даже после известия о смерти Кассия Аврелий всё ещё был полон решимости посетить Восток. Он отправился туда вместе со своими приближёнными и женой Фаустиной, которая умерла во время пути, в посёлке Халала, расположенной примерно в 20 километрах к югу от Тианы. Городок был назван Фаустинополем в её честь. После смерти жены Аврелий направил в cенат письмо с просьбой предоставить отчёт о сторонниках Кассия, но, в частности, сказал, что не хочет принимать в их отношении суровые меры, поскольку от его имени уже было совершено несколько казней. Среди них было убийство Мециана, сына Кассия. Аврелий приказал изгнать Гелиодора, другого его сына. Дочь Кассия Александрия и её супруг были помещены под опеку «мужа тётки», предположительно ликийского сенатора Клавдия Тициана.

## Личная жизнь
Дион хорошо отзывался об Кассии, назвав его «превосходнейшим мужем», единственный недостаток которого состоял в том, что его отец, Гелиодор, получил пост префекта Египта только благодаря своему ораторскому искусству. Будучи командиром III Галльского легиона, Кассий поддерживал строгую дисциплину в войсках.
Кассий был женат на Волузии Веттии Мециане, дочери Луция Волузия Мециана, и имел по крайней мере трёх детей (История Августов полагает, что он мог иметь больше):
- Авидий Гелиодор — старший сын Кассия, отправлен в изгнание по приказу императора[36].
- Авидий Мециан — младший сын Кассия, убит после подавления восстания[36].
- Авидия Александрия — дочь Кассия, вместе с мужем отдана на попечительство дяди[36].